# Meschers-sur-Gironde
Meschers-sur-Gironde és un municipi francès situat al departament del Charente Marítim i a la regió de la Nova Aquitània. L'any 2007 tenia 2.673 habitants.

## Demografia

### Població
El 2007 la població de fet de Meschers-sur-Gironde era de 2.673 persones. Hi havia 1.287 famílies de les quals 412 eren unipersonals (145 homes vivint sols i 267 dones vivint soles), 592 parelles sense fills, 220 parelles amb fills i 63 famílies monoparentals amb fills.
La població ha evolucionat segons el següent gràfic:
Habitants censats

### Habitatges
El 2007 hi havia 3.152 habitatges, 1.316 eren l'habitatge principal de la família, 1.729 eren segones residències i 107 estaven desocupats. 2.863 eren cases i 265 eren apartaments. Dels 1.316 habitatges principals, 1.018 estaven ocupats pels seus propietaris, 259 estaven llogats i ocupats pels llogaters i 39 estaven cedits a títol gratuït; 22 tenien una cambra, 104 en tenien dues, 277 en tenien tres, 457 en tenien quatre i 456 en tenien cinc o més. 1.022 habitatges disposaven pel capbaix d'una plaça de pàrquing. A 743 habitatges hi havia un automòbil i a 432 n'hi havia dos o més.

### Piràmide de població
La piràmide de població per edats i sexe el 2009 era:
| Homes | Edats   | Dones |
| ----- | ------- | ----- |
| 0     | 95 o +  | 4     |
| 4     | 90 a 94 | 16    |
| 28    | 85 a 89 | 32    |
| 28    | 80 a 84 | 44    |
| 76    | 75 a 79 | 88    |
| 104   | 70 a 74 | 96    |
| 88    | 65 a 69 | 88    |
| 80    | 60 a 64 | 76    |
| 72    | 55 a 59 | 92    |
| 64    | 50 a 54 | 84    |
| 64    | 45 a 49 | 76    |
| 40    | 40 a 44 | 64    |
| 64    | 35 a 39 | 68    |
| 56    | 30 a 34 | 48    |
| 68    | 25 a 29 | 80    |
| 36    | 20 a 24 | 20    |
| 56    | 15 a 19 | 48    |
| 32    | 10 a 14 | 76    |
| 40    | 5 a 9   | 36    |
| 48    | 0 a 4   | 36    |

## Economia
El 2007 la població en edat de treballar era de 1.509 persones, 900 eren actives i 609 eren inactives. De les 900 persones actives 776 estaven ocupades (396 homes i 380 dones) i 124 estaven aturades (51 homes i 73 dones). De les 609 persones inactives 359 estaven jubilades, 82 estaven estudiant i 168 estaven classificades com a «altres inactius».

### Ingressos
El 2009 a Meschers-sur-Gironde hi havia 1.492 unitats fiscals que integraven 3.030,5 persones, la mediana anual d'ingressos fiscals per persona era de 18.024 €.

### Activitats econòmiques
Dels 197 establiments que hi havia el 2007, 1 era d'una empresa extractiva, 5 d'empreses alimentàries, 1 d'una empresa de fabricació d'elements pel transport, 5 d'empreses de fabricació d'altres productes industrials, 40 d'empreses de construcció, 36 d'empreses de comerç i reparació d'automòbils, 4 d'empreses de transport, 40 d'empreses d'hostatgeria i restauració, 2 d'empreses d'informació i comunicació, 5 d'empreses financeres, 17 d'empreses immobiliàries, 13 d'empreses de serveis, 17 d'entitats de l'administració pública i 11 d'empreses classificades com a «altres activitats de serveis».
Dels 78 establiments de servei als particulars que hi havia el 2009, 1 era una oficina de correu, 1 una oficina bancària, 2 funeràries, 1 taller de reparació d'automòbils i de material agrícola, 1 autoescola, 8 paletes, 10 guixaires pintors, 3 fusteries, 4 lampisteries, 5 electricistes, 7 empreses de construcció, 4 perruqueries, 24 restaurants i 7 agències immobiliàries.
Dels 15 establiments comercials que hi havia el 2009, 1 era un supermercat, 1 una gran superfície de material de bricolatge, 2 botiges de menys de 120 m², 3 fleques, 2 carnisseries, 1 una llibreria, 1 una botiga de roba, 1 una botiga de mobles, 1 una botiga de material esportiu i 2 floristeries.
L'any 2000 a Meschers-sur-Gironde hi havia 17 explotacions agrícoles que ocupaven un total de 896 hectàrees.

## Equipaments sanitaris i escolars
L'únic equipament sanitari que hi havia el 2009 era una farmàcia.
El 2009 hi havia 1 escola maternal i 1 escola elemental.

## Poblacions més properes
El següent diagrama mostra les poblacions més properes.